# Natural Born Thrillers
Natural Born Thrillers è una stable di wrestling. Era composta da Mike Sanders, Chuck Palumbo, Sean O'Haire, Shawn Stasiak, Reno, Mark Jindrak e Johnny the Bull. I sette rappresentano il prodotto qualitativamente migliore nella storia del WCW Powerplant, il training camp della WCW, dove vennero curati da Paul Orndorff e dal suo staff. Al loro esordio furono immediatamente lanciati verso il main eventing; la loro gimmick non era ben definita, ma prevedeva un comportamento strafottente e irrispettoso verso tutto e tutti. In quest'ottica diventa ben comprensibile il "furto delle gimmick" perpetrato da Chuck Palumbo e Shawn Stasiak: i due sfidarono, e batterono, rispettivamente Lex Luger e Curt Hennig, ai quali rubarono le gimmick del Total Package e di Mr. Perfect; i ragazzi iniziarono, in sostanza, a comportarsi come loro.
Raggiunsero velocemente vittorie molto importanti, in particolare nella categoria tag team, grazie a una serie di vittorie ottenute tramite scorrettezze (i cosiddetti "Dusty finishes"). I loro feud li videro contrapposti ad altre stable come Kronik, Filthy Animals e MIA. Alla fine del 2000 la stable si sciolse e i 7 andarono ognuno per la propria strada. Palumbo e O'Haire restarono tuttavia uniti continuando a lottare in tag team in WWF/E, soprattutto durante l'Invasion.

## Titoli
- WCW World Tag Team Championship (6) - O'Haire / Stasiak / Palumbo / Jindrak
- WCW Cruiserweight Championship - Sanders
- WCW Hardcore Championship - Reno